# Anisophyllea griffithii
Anisophyllea griffithii là một loài thực vật]] thuộc họ Anisophylleaceae. Loài này có ở Malaysia và Singapore.